# A Man Among Men (film 1912 Kirkland)
A Man Among Men è un cortometraggio muto del 1912 diretto da Hardee Kirkland.

## Trama
Steve Wilson è un ricco produttore del settore automobilistico che, a un certo punto della sua vita, decide di impegnarsi per i poveri, nei parchi giochi pubblici e attraverso le attività organizzate da un'associazione di social settlement del luogo.
In questo gruppo di volontari incontra Danny Smith, un bambino di sei anni particolarmente maturo per la sua età, che suscita la sua ammirazione e attenzione. Danny lo invita a casa sua dove Steve conosce la sorella Millie, un'adolescente già promessa in sposa a Bob Carson, commesso nel negozio di famiglia.
Carson ha fatto un'invenzione: benché priva di valore, Steve l'acquista, sacrificandosi in nome dell'amore per la donna che non ha mai compreso la sua profonda dedizione per lei.

## Produzione
Il film fu prodotto dalla Selig Polyscope Company.

## Distribuzione
Distribuito dalla General Film Company, il film - un cortometraggio di una bobina - uscì nelle sale cinematografiche statunitensi il 18 novembre 1912.